# Landesschiedsamt
Landesschiedsämter werden im Rahmen der Versorgung von Versicherten der deutschen gesetzlichen Krankenversicherung mit ärztlichen und zahnärztlichen Leistungen zahntechnischen Leistungen auf Landesebene jeweils von der Kassenärztlichen Vereinigung (KV) bzw. der Kassenzahnärztlichen Vereinigung (KZV) und den regionalen Krankenkassen und den Landesverbänden der Krankenkassen sowie von der Zahntechniker-Innung und den Krankenkassen gebildet. Es gibt folglich in jedem Bundesland drei Landesschiedsämter: 
- Das Landesschiedsamt für die vertragsärztliche Versorgung

- Das Landesschiedsamt für die vertragszahnärztliche Versorgung

- Das Landesschiedsamt für die zahntechnische Versorgung

## Zweck des Schiedswesens
Die Kassenärztlichen und Kassenzahnärztlichen Vereinigungen schließen gemäß § 83 SGB V mit den für ihren Bezirk zuständigen Landesverbänden der Krankenkassen und den Ersatzkassen Gesamtverträge über die vertragsärztliche bzw. vertragszahnärztliche Versorgung der Mitglieder mit Wohnort in ihrem Bezirk einschließlich, insbesondere hinsichtlich der Höhe der Gesamtvergütung für alle erbrachten Leistungen. Das Schiedswesen dient dem Zweck, Vertragsinhalte verbindlich festzusetzen, wenn über die Gesamterträge keine Einigung erzielt wurde. Das triff auch zu, wenn eine Vertragspartei einen Vertrag kündigt.
Die Innungsverbände der Zahntechniker, die Landesverbände der Krankenkassen und die Ersatzkassen bilden ebenfalls ein Landesschiedsamt. (§ 89 Abs. 8 SGB V) Dieses setzt für den jeweiligen KZV-Bereich die Zahntechnik-Höchstpreise  des Bundeseinheitlichen Leistungsverzeichnisses (BEL II) fest.
Kommt bis zum Ablauf eines Vertrages kein neuer Vertrag zustande, muss das Schiedsamt innerhalb von drei Monaten dessen Inhalt festlegen. Dazu bedarf es eines Mehrheitsbeschlusses. Die Bestimmungen des bisherigen Vertrages gelten bis zur Entscheidung des Schiedsamts vorläufig weiter. Fasst das Schiedsamt bis zum Ablauf der Frist keinen Schiedsspruch, kann ihm die Aufsichtsbehörde eine dreimonatige Frist bestimmen, innerhalb derer das Schiedsamt den Vertragsinhalt festzulegen hat. Scheitert auch das, setzt die Aufsichtsbehörde den Vertragsinhalt anstelle des Schiedsamtes verbindlich fest.

## Zuständigkeit
Das Landesschiedsamt ist zuständig, wenn es um Verträge auf Landesebene geht. Für Verträge auf Bundesebene sind Bundesschiedsämter eingerichtet.

## Zusammensetzung
Die Landesschiedsämter setzen sich zu jeweils gleichen Teilen aus Vertretern der Landesverbände der Gesetzlichen Krankenkassen und der KV bzw. der KZV sowie einem unparteiischen Vorsitzenden und zwei weiteren unparteiischen Mitgliedern zusammen. Über den Vorsitzenden und die zwei weiteren unparteiischen Mitglieder sowie deren Stellvertreter sollen sich die Kassenärztlichen Vereinigungen, die Landesverbände der Krankenkassen und die Ersatzkassen einigen. Die Amtsdauer beträgt in diesem Fall vier Jahre. Kommt es zu keiner Einigung, entscheidet das Los. Die Amtsdauer beträgt in diesem Fall ein Jahr. Die Mitglieder des Schiedsamts führen ihr Amt als Ehrenamt. Sie sind an Weisungen nicht gebunden. Bei der Entscheidung über einen Vertrag, der nicht alle Kassenarten betrifft, wirken nur Vertreter der betroffenen Kassenarten im Schiedsamt mit. (§ 89  Abs. 2, SGB V)
Das Landesschiedsamt gibt sich eine Geschäftsordnung, nach der jede Partei Sachverständige hinzuziehen kann.

## Rechtsaufsicht
Die Rechtsaufsicht über die Landesschiedsämter führt das jeweilige Aufsichtsministerium, meist das Gesundheitsministerium des jeweiligen Bundeslandes. Die Entscheidungen der Schiedsämter über die Gesamtverträge sind der Aufsichtsbehörde vorzulegen. Die Aufsichtsbehörde kann die Entscheidungen bei einem Rechtsverstoß innerhalb von zwei Monaten nach Vorlage beanstanden.

## Klage
Gegen die Entscheidung des Landesschiedsamts, auch gegen eine eventuelle Beanstandung der Entscheidung durch die Aufsichtsbehörde können die Beteiligten Klage beim Sozialgericht einreichen. Eine Klage gegen die Festsetzung des Schiedsamts hat keine aufschiebende Wirkung. (§ 89 SGB V)